# Breckles
Breckles är en by i civil parish Stow Bedon and Breckles, i distriktet Breckland, i grevskapet Norfolk i England. Byn är belägen 14 km från Thetford. Breckles var en civil parish fram till 1935 när blev den en del av Stow Bedon. Civil parish hade 96 invånare år 1931. Byn nämndes i Domedagsboken (Domesday Book) år 1086, och kallades då Brecc(h)les/Brec(l)es.